# Eurocopa Femenina 2017
El Campeonato de Europa Femenino de la UEFA 2017 (2017 UEFA Women's Championship, en inglés y Europees kampioenschap voetbal vrouwen 2017, en neerlandés), comúnmente conocido como la Eurocopa Femenina 2017, fue la 12.ª edición del Campeonato de Europa Femenino de la UEFA, el campeonato internacional cuatrienal de fútbol organizado por la UEFA para las selecciones nacionales femeninas de Europa. En esta edición la competición aumentó de 12 a 16 equipos. Los Países Bajos fueron elegidos como anfitriones por el Comité Ejecutivo de la UEFA el 4 de diciembre de 2014. Los partidos se disputaron en Deventer, Doetinchem, Utrecht, Róterdam, Tilburgo y Breda. La final se jugó en el De Grolsch Veste de Enschede.
Los Países Bajos se proclamaron campeones por primera vez en su historia tras ganar por 4 a 2 a la selección de Dinamarca. Esta edición del torneo se convirtió en la más vista de la historia, superando al torneo de 2013 tanto en espectadores en los campos como por televisión.

## Elección de sede
Siete asociaciones manifestaron su interés de organizar el torneo.
| - Austria - Escocia - Francia - Israel | - Países Bajos - Polonia - Suiza |

Los Países Bajos fueron elegidos como anfitriones el 4 de diciembre de 2014, siendo la primera vez que el torneo se disputa en este país.

## Clasificación
47 selecciones femeninas de asociaciones nacionales de la UEFA disputaron la clasificación a la Eurocopa Femenina 2017. Se disputó entre el 4 de abril de 2015 y el 25 de octubre de 2016.
La fase preliminar se disputó entre el 4 y el 9 de abril de 2015 en dos sedes. Los ocho equipos peor clasificados se enfrentaron en dos grupos de cuatro equipos, con formato a una ronda todos contra todos. Los ganadores de los dos grupos avanzaron a la fase de clasificación.
La fase de clasificación se disputó entre el 14 de septiembre de 2015 y el 20 de septiembre de 2016. Participaron los 38 equipos mejor clasificados, más los dos equipos provenientes de la fase preliminar, con un formato de dos vueltas todos contra todos. Los ocho primeros equipos de cada grupo y los seis mejores segundos equipos clasificaron a la Eurocopa. Los otros dos segundos equipos disputaron una repesca de dos partidos.

### Equipos clasificados
Los siguientes equipos se clasificaron para el torneo final.
| Equipo       | Método de clasificación | Fecha de clasificación   | Apariciones | Última aparición | Mejor actuación anterior                                 |
| ------------ | ----------------------- | ------------------------ | ----------- | ---------------- | -------------------------------------------------------- |
| Países Bajos | Anfitrión               | 4 de diciembre de 2014   | 3           | 2013             | Semifinales (2009)                                       |
| Francia      | Campeón del grupo 3     | 11 de abril de 2016      | 6           | 2013             | Cuartos de final (2009, 2013)                            |
| Alemania     | Campeón del grupo 5     | 12 de abril de 2016      | 10          | 2013             | Campeón (1989, 1991, 1995, 1997, 2001, 2005, 2009, 2013) |
| Suiza        | Campeón del grupo 6     | 4 de junio de 2016       | 1           | —                | Debut                                                    |
| Inglaterra   | Campeón del grupo 7     | 7 de junio de 2016       | 8           | 2013             | Subcampeón (1984, 2009)                                  |
| Noruega      | Campeón del grupo 8     | 7 de junio de 2016       | 11          | 2013             | Campeón (1987, 1993)                                     |
| España       | Campeón del grupo 2     | 7 de junio de 2016       | 3           | 2013             | Semifinales (1997)                                       |
| Suecia       | Campeón del grupo 4     | 15 de septiembre de 2016 | 10          | 2013             | Campeón (1984)                                           |
| Islandia     | Campeón del grupo 1     | 16 de septiembre de 2016 | 3           | 2013             | Cuartos de final (2013)                                  |
| Escocia      | Subcampeón del grupo 1  | 16 de septiembre de 2016 | 1           | —                | Debut                                                    |
| Bélgica      | Subcampeón del grupo 7  | 16 de septiembre de 2016 | 1           | —                | Debut                                                    |
| Austria      | Subcampeón del grupo 8  | 20 de septiembre de 2016 | 1           | —                | Debut                                                    |
| Dinamarca    | Subcampeón del grupo 4  | 20 de septiembre de 2016 | 9           | 2013             | Semifinales (1984, 2001)                                 |
| Italia       | Subcampeón del grupo 6  | 20 de septiembre de 2016 | 11          | 2013             | Subcampeón (1993, 1997)                                  |
| Rusia        | Subcampeón del grupo 5  | 20 de septiembre de 2016 | 5           | 2013             | Cuartos de final (1993, 1995)                            |
| Portugal     | Ganador de la repesca   | 25 de octubre de 2016    | 1           | —                | Debut                                                    |

## Sorteo final
El sorteo final se llevó a cabo el 8 de noviembre de 2016, en el Teatro Luxor en Róterdam. Los 16 equipos se repartieron en cuatro grupos de cuatro equipos. Los equipos se agruparon en bombos en función de su clasificación tras el final de la fase de grupos de clasificación (con exclusión de los play-offs), con el anfitrión, Países Bajos, asignado a la posición A1 en el sorteo. Cada grupo contiene un equipo de cada uno de los cuatro bombos.
| Equipo         | Coef.  | Pos. |
| -------------- | ------ | ---- |
| Países Bajos A | 34,642 | 9    |
| Alemania CV    | 42,957 | 1    |
| Francia        | 42,355 | 2    |
| Inglaterra     | 39,880 | 3    |

| Equipo  | Coef.  | Pos. |
| ------- | ------ | ---- |
| Noruega | 39,161 | 4    |
| Suecia  | 38,036 | 5    |
| España  | 37,655 | 6    |
| Suiza   | 36,629 | 7    |

| Equipo    | Coef.  | Pos. |
| --------- | ------ | ---- |
| Italia    | 34,775 | 8    |
| Islandia  | 34,141 | 10   |
| Escocia   | 33,632 | 11   |
| Dinamarca | 32,915 | 12   |

| Equipo   | Coef.  | Pos. |
| -------- | ------ | ---- |
| Austria  | 31,882 | 13   |
| Bélgica  | 31,213 | 14   |
| Rusia    | 30,367 | 15   |
| Portugal | 22,900 | 23   |

## Sedes
Durante el torneo se usaron siete sedes situadas en siete ciudades distintas.
| Breda                                   | Enschede                                                     | Utrecht                                 |
| --------------------------------------- | ------------------------------------------------------------ | --------------------------------------- |
| Estadio Rat Verlegh                     | De Grolsch Veste                                             | Estadio Galgenwaard                     |
| Capacidad: 19 000                       | Capacidad: 30 000                                            | Capacidad: 23 750                       |
| 4 partidos de grupos, 1 semifinal       | 1 semifinal, final                                           | 4 partidos de grupos                    |
|                                         |                                                              |                                         |
| Róterdam                                | Breda Deventer Doetinchem Enschede Róterdam Tilburgo Utrecht | Deventer                                |
| Sparta Stadion Het Kasteel              | Breda Deventer Doetinchem Enschede Róterdam Tilburgo Utrecht | De Adelaarshorst                        |
| Capacidad: 10 600                       | Breda Deventer Doetinchem Enschede Róterdam Tilburgo Utrecht | Capacidad: 10 500                       |
| 4 partidos de grupos, 1 cuarto de final | Breda Deventer Doetinchem Enschede Róterdam Tilburgo Utrecht | 4 partidos de grupos, 1 cuarto de final |
|                                         | Breda Deventer Doetinchem Enschede Róterdam Tilburgo Utrecht |                                         |
| Tilburgo                                | Breda Deventer Doetinchem Enschede Róterdam Tilburgo Utrecht | Doetinchem                              |
| Willem II Stadion                       | Breda Deventer Doetinchem Enschede Róterdam Tilburgo Utrecht | Stadion De Vijverberg                   |
| Capacidad: 14 500                       | Breda Deventer Doetinchem Enschede Róterdam Tilburgo Utrecht | Capacidad: 12 500                       |
| 4 partidos de grupos, 1 cuarto de final | Breda Deventer Doetinchem Enschede Róterdam Tilburgo Utrecht | 4 partidos de grupos, 1 cuarto de final |
|                                         | Breda Deventer Doetinchem Enschede Róterdam Tilburgo Utrecht |                                         |

## Árbitras
Un total de 11 árbitras, 21 árbitras asistentes y 2 cuartas árbitras fueron designadas para la fase final del campeonato.
| Árbitras - Riem Hussein - Bibiana Steinhaus - Stéphanie Frappart - Katalin Kulcsár - Carina Vitulano - Monika Mularczyk - Jana Adámková - Anastasia Pustovoitova - Pernilla Larsson - Esther Staubli - Kateryna Monzul | Árbitras asistentes - Christina Biehl - Katrin Rafalski - Angela Kyriakou - Sanja Rođak-Karšić - Maria Sukenikova - Manuela Nicolosi - Chrysoula Kourompylia - Judit Kulcsár - Sian Massey - Michelle O’Neill - Lucia Abruzzese | - Nicolet Bakker - Anna Dąbrowska - Lucie Ratajová - Petruța Iugulescu - Mihaela Tepusa - Ekaterina Kurochkina - Svetlana Bilić - Belinda Brem - Oleksandra Ardesheva - Maryna Striletska | Cuartas árbitras - Lorraine Clark - Lina Lehtovaara |

## Fase de grupos
El calendario de la competición fue anunciado el 23 de septiembre de 2015.
Los primeros y segundos clasificados de cada grupo avanzan a los cuartos de final.

Reglas de desempate
Los equipos son posicionados de acuerdo a sus puntos (3 puntos por victoria, 1 por empate y 0 por derrota), y si empatan a puntos se aplican los siguientes criterios para determinar las posiciones (artículos 19.01 y 19.02 del reglamento de la competición):
1. Puntos obtenidos en los enfrentamientos directos de la fase de grupos entre los equipos empatados;
2. Mayor diferencia de goles en los enfrentamientos directos de la fase de grupos entre los equipos empatados;
3. Mayor número de goles a favor en los enfrentamientos directos de la fase de grupos entre los equipos empatados;
4. Si después de aplicar los criterios del 1 al 3 los equipos siguen igualados, los criterios del 1 al 3 son aplicados otra vez pero solo tomando en cuenta a este subconjunto de equipos;
5. Mayor diferencia de goles en todos los partidos de la fase de grupos;
6. Mayor número de goles a favor en todos los partidos de la fase de grupos;
7. Si solo dos equipos tienen el mismo número de puntos y juegan su partido en la última jornada de la fase de grupos y empatan aplicando los criterios del 1 al 6, sus posiciones se determinan con una tanda de penales (no se realiza en caso de que sus posiciones no sean relevantes para su clasificación a la siguiente ronda);
8. Menor número de puntos disciplinarios totales basados solo en las tarjetas amarillas y rojas recibidas durante todos los partidos de la fase de grupos (tarjeta roja = 3 puntos, tarjeta amarilla = 1 punto, expulsión por dos tarjetas amarillas en un partido = 3 puntos);
9. Posición en la tabla de los coeficientes UEFA durante el sorteo final.

Los horarios corresponden a la hora de los Países Bajos (UTC+2).
     – Clasificado para los cuartos de final (en negrita). 

### Grupo A
| Selección    | Pts. | PJ | PG | PE | PP | GF | GC | Dif. |
| ------------ | ---- | -- | -- | -- | -- | -- | -- | ---- |
| Países Bajos | 9    | 3  | 3  | 0  | 0  | 4  | 1  | +3   |
| Dinamarca    | 6    | 3  | 2  | 0  | 1  | 2  | 1  | +1   |
| Bélgica      | 3    | 3  | 1  | 0  | 2  | 3  | 3  | 0    |
| Noruega      | 0    | 3  | 0  | 0  | 3  | 0  | 4  | −4   |

| 16 de julio de 2017, 18:00 | Países Bajos      | 1:0 (0:0) | Noruega | Estadio Galgenwaard, Utrecht                                |                                                             |
|                            | Van de Sanden 66' | Reporte   |         | Asistencia: 21 732 espectadores Árbitra: Stéphanie Frappart | Asistencia: 21 732 espectadores Árbitra: Stéphanie Frappart |

| 16 de julio de 2017, 20:45 | Dinamarca      | 1:0 (1:0) | Bélgica | Stadion De Vijverberg, Doetinchem                      |                                                        |
|                            | Troelsgaard 6' | Reporte   |         | Asistencia: 5054 espectadores Árbitra: Kateryna Monzul | Asistencia: 5054 espectadores Árbitra: Kateryna Monzul |

| 20 de julio de 2017, 18:00 | Noruega | 0:2 (0:0) | Bélgica                   | Estadio Rat Verlegh, Breda                              |                                                         |
|                            |         | Reporte   | Van Gorp 59' · Cayman 67' | Asistencia: 8477 espectadores Árbitra: Monika Mularczyk | Asistencia: 8477 espectadores Árbitra: Monika Mularczyk |

| 20 de julio de 2017, 20:45 | Países Bajos | 1:0 (1:0) | Dinamarca | Sparta Stadion Het Kasteel, Róterdam                  |                                                       |
|                            | Spitse 20'   | Reporte   |           | Asistencia: 10 599 espectadores Árbitra: Riem Hussein | Asistencia: 10 599 espectadores Árbitra: Riem Hussein |

| 24 de julio de 2017, 20:45 | Bélgica      | 1:2 (0:1) | Países Bajos             | Willem II Stadion, Tilburgo                                |                                                            |
|                            | Wullaert 59' | Reporte   | Spitse 27' · Martens 74' | Asistencia: 12 697 espectadores Árbitra: Bibiana Steinhaus | Asistencia: 12 697 espectadores Árbitra: Bibiana Steinhaus |

| 24 de julio de 2017, 20:45 | Noruega | 0:1 (0:1) | Dinamarca | De Adelaarshorst, Deventer                                |                                                           |
|                            |         | Reporte   | Veje 5'   | Asistencia: 5885 espectadores Árbitra: Stéphanie Frappart | Asistencia: 5885 espectadores Árbitra: Stéphanie Frappart |

### Grupo B
| Selección | Pts. | PJ | PG | PE | PP | GF | GC | Dif. |
| --------- | ---- | -- | -- | -- | -- | -- | -- | ---- |
| Alemania  | 7    | 3  | 2  | 1  | 0  | 4  | 1  | +3   |
| Suecia    | 4    | 3  | 1  | 1  | 1  | 4  | 3  | +1   |
| Rusia     | 3    | 3  | 1  | 0  | 2  | 2  | 5  | −3   |
| Italia    | 3    | 3  | 1  | 0  | 2  | 5  | 6  | −1   |

| 17 de julio de 2017, 18:00 | Italia    | 1:2 (0:2) | Rusia                      | Sparta Stadion Het Kasteel, Róterdam                |                                                     |
|                            | Mauro 88' | Reporte   | Danílova 9' · Morozova 26' | Asistencia: 669 espectadores Árbitra: Jana Adámková | Asistencia: 669 espectadores Árbitra: Jana Adámková |

| 17 de julio de 2017, 20:45 | Alemania | 0:0     | Suecia | Estadio Rat Verlegh, Breda                             |                                                        |
|                            |          | Reporte |        | Asistencia: 9276 espectadores Árbitra: Katalin Kulcsár | Asistencia: 9276 espectadores Árbitra: Katalin Kulcsár |

| 21 de julio de 2017, 18:00 | Suecia                         | 2:0 (1:0) | Rusia | De Adelaarshorst, Deventer                                |                                                           |
|                            | Schelin 22' · Blackstenius 59' | Reporte   |       | Asistencia: 5764 espectadores Árbitra: Stéphanie Frappart | Asistencia: 5764 espectadores Árbitra: Stéphanie Frappart |

| 21 de julio de 2017, 20:45 | Alemania                | 2:1 (1:1) | Italia    | Willem II Stadion, Tilburgo                            |                                                        |
|                            | Henning 19' · Peter 67' | Reporte   | Mauro 29' | Asistencia: 7108 espectadores Árbitra: Kateryna Monzul | Asistencia: 7108 espectadores Árbitra: Kateryna Monzul |

| 25 de julio de 2017, 20:45 | Rusia | 0:2 (0:1) | Alemania                 | Estadio Galgenwaard, Utrecht                            |                                                         |
|                            |       | Reporte   | Peter 10' · Marozsán 56' | Asistencia: 6458 espectadores Árbitra: Monika Mularczyk | Asistencia: 6458 espectadores Árbitra: Monika Mularczyk |

| 25 de julio de 2017, 20:45 | Suecia                         | 2:3 (1:2) | Italia                        | Stadion De Vijverberg, Doetinchem                     |                                                       |
|                            | Schelin 14' · Blackstenius 47' | Reporte   | Sabatino 4' 37' · Girelli 85' | Asistencia: 5203 espectadores Árbitra: Esther Staubli | Asistencia: 5203 espectadores Árbitra: Esther Staubli |

### Grupo C
| Selección | Pts. | PJ | PG | PE | PP | GF | GC | Dif. |
| --------- | ---- | -- | -- | -- | -- | -- | -- | ---- |
| Austria   | 7    | 3  | 2  | 1  | 0  | 5  | 1  | +4   |
| Francia   | 5    | 3  | 1  | 2  | 0  | 3  | 2  | +1   |
| Suiza     | 4    | 3  | 1  | 1  | 1  | 3  | 3  | 0    |
| Islandia  | 0    | 3  | 0  | 0  | 3  | 1  | 6  | −5   |

| 18 de julio de 2017, 18:00 | Austria    | 1:0 (1:0) | Suiza | De Adelaarshorst, Deventer                               |                                                          |
|                            | Burger 15' | Reporte   |       | Asistencia: 4781 espectadores Árbitra: Bibiana Steinhaus | Asistencia: 4781 espectadores Árbitra: Bibiana Steinhaus |

| 18 de julio de 2017, 20:45 | Francia       | 1:0 (0:0) | Islandia | Willem II Stadion, Tilburgo                            |                                                        |
|                            | Le Sommer 86' | Reporte   |          | Asistencia: 4894 espectadores Árbitra: Carina Vitulano | Asistencia: 4894 espectadores Árbitra: Carina Vitulano |

| 22 de julio de 2017, 18:00 | Islandia           | 1:2 (1:1) | Suiza                         | Stadion De Vijverberg, Doetinchem                             |                                                               |
|                            | Friðriksdóttir 33' | Reporte   | Dickenmann 43' · Bachmann 52' | Asistencia: 5647 espectadores Árbitra: Anastasia Pustovoitova | Asistencia: 5647 espectadores Árbitra: Anastasia Pustovoitova |

| 22 de julio de 2017, 20:45 | Francia   | 1:1 (0:1) | Austria   | Estadio Galgenwaard, Utrecht                         |                                                      |
|                            | Henry 51' | Reporte   | Makas 27' | Asistencia: 4387 espectadores Árbitra: Jana Adámková | Asistencia: 4387 espectadores Árbitra: Jana Adámková |

| 26 de julio de 2017, 20:45 | Suiza            | 1:1 (1:0) | Francia   | Estadio Rat Verlegh, Breda                             |                                                        |
|                            | Crnogorčević 19' | Reporte   | Abily 76' | Asistencia: 3347 espectadores Árbitra: Katalin Kulcsár | Asistencia: 3347 espectadores Árbitra: Katalin Kulcsár |

| 26 de julio de 2017, 20:45 | Islandia | 0:3 (0:2) | Austria                                  | Sparta Stadion Het Kasteel, Róterdam                |                                                     |
|                            |          | Reporte   | Zadrazil 36' · Burger 44' · Enzinger 89' | Asistencia: 4893 espectadores Árbitra: Riem Hussein | Asistencia: 4893 espectadores Árbitra: Riem Hussein |

### Grupo D
| Selección  | Pts. | PJ | PG | PE | PP | GF | GC | Dif. |
| ---------- | ---- | -- | -- | -- | -- | -- | -- | ---- |
| Inglaterra | 9    | 3  | 3  | 0  | 0  | 10 | 1  | +9   |
| España     | 3    | 3  | 1  | 0  | 2  | 2  | 3  | −1   |
| Escocia    | 3    | 3  | 1  | 0  | 2  | 2  | 8  | −6   |
| Portugal   | 3    | 3  | 1  | 0  | 2  | 3  | 5  | −2   |

| 19 de julio de 2017, 18:00 | España                    | 2:0 (2:0) | Portugal | Stadion De Vijverberg, Doetinchem                       |                                                         |
|                            | Losada 23' · Sampedro 42' | Reporte   |          | Asistencia: 3188 espectadores Árbitra: Pernilla Larsson | Asistencia: 3188 espectadores Árbitra: Pernilla Larsson |

| 19 de julio de 2017, 20:45 | Inglaterra                                                 | 6:0 (3:0) | Escocia | Estadio Galgenwaard, Utrecht                          |                                                       |
|                            | Taylor 11' 26' 53' · White 32' · Nobbs 87' · Duggan 90'+3' | Reporte   |         | Asistencia: 5578 espectadores Árbitra: Esther Staubli | Asistencia: 5578 espectadores Árbitra: Esther Staubli |

| 23 de julio de 2017, 18:00 | Escocia      | 1:2 (0:1) | Portugal                  | Sparta Stadion Het Kasteel, Róterdam                   |                                                        |
|                            | Cuthbert 68' | Reporte   | C. Mendes 27' · Leite 72' | Asistencia: 3123 espectadores Árbitra: Katalin Kulcsár | Asistencia: 3123 espectadores Árbitra: Katalin Kulcsár |

| 23 de julio de 2017, 20:45 | Inglaterra            | 2:0 (1:0) | España | Estadio Rat Verlegh, Breda                             |                                                        |
|                            | Kirby 2' · Taylor 85' | Reporte   |        | Asistencia: 4879 espectadores Árbitra: Carina Vitulano | Asistencia: 4879 espectadores Árbitra: Carina Vitulano |

| 27 de julio de 2017, 20:45 | Portugal      | 1:2 (1:1) | Inglaterra             | Willem II Stadion, Tilburgo                            |                                                        |
|                            | C. Mendes 17' | Reporte   | Duggan 7' · Parris 48' | Asistencia: 3335 espectadores Árbitra: Kateryna Monzul | Asistencia: 3335 espectadores Árbitra: Kateryna Monzul |

| 27 de julio de 2017, 20:45 | Escocia  | 1:0 (1:0) | España | De Adelaarshorst, Deventer                           |                                                      |
|                            | Weir 42' | Reporte   |        | Asistencia: 4840 espectadores Árbitra: Jana Adámková | Asistencia: 4840 espectadores Árbitra: Jana Adámková |

## Fase de eliminación
En la fase de eliminación se utilizan la prórroga y la tanda de penales en caso de empate (artículo 20 del reglamento de la competición).
El 1 de junio de 2017 el Comité Ejecutivo de la UEFA aprobó que esta competición formase parte del intento de la IFAB por añadir una cuarta sustitución durante la prórroga.
|  | Cuartos de final | Cuartos de final |            |                | Semifinales | Semifinales |  |              | Final       | Final       |  |
|  | 29 y 30 de julio | 29 y 30 de julio |            |                | 3 de agosto | 3 de agosto |  |              | 6 de agosto | 6 de agosto |  |
|  |                  |                  |            |                |             |             |  |              |             |             |  |
|  |                  |                  |            |                |             |             |  |              |             |             |  |
|  | Países Bajos     | 2                |            |                |             |             |  |              |             |             |  |
|  | Países Bajos     | 2                |            |                |             |             |  |              |             |             |  |
|  | Suecia           | 0                |            |                |             |             |  |              |             |             |  |
|  | Suecia           | 0                |            | Países Bajos   | 3           |             |  |              |             |             |  |
|  |                  |                  |            | Países Bajos   | 3           |             |  |              |             |             |  |
|  |                  |                  | Inglaterra | 0              |             |             |  |              |             |             |  |
|  | Inglaterra       | 1                | Inglaterra | 0              |             |             |  |              |             |             |  |
|  | Inglaterra       | 1                |            |                |             |             |  |              |             |             |  |
|  | Francia          | 0                |            |                |             |             |  |              |             |             |  |
|  | Francia          | 0                |            |                |             |             |  | Países Bajos | 4           |             |  |
|  |                  |                  |            |                |             |             |  | Países Bajos | 4           |             |  |
|  |                  |                  | Dinamarca  | 2              |             |             |  |              |             |             |  |
|  | Alemania         | 1                | Dinamarca  | 2              |             |             |  |              |             |             |  |
|  | Alemania         | 1                |            |                |             |             |  |              |             |             |  |
|  | Dinamarca        | 2                |            |                |             |             |  |              |             |             |  |
|  | Dinamarca        | 2                |            | Dinamarca (p.) | 0 (3)       |             |  |              |             |             |  |
|  |                  |                  |            | Dinamarca (p.) | 0 (3)       |             |  |              |             |             |  |
|  |                  |                  | Austria    | 0 (0)          |             |             |  |              |             |             |  |
|  | Austria (p.)     | 0 (5)            | Austria    | 0 (0)          |             |             |  |              |             |             |  |
|  | Austria (p.)     | 0 (5)            |            |                |             |             |  |              |             |             |  |
|  | España           | 0 (3)            |            |                |             |             |  |              |             |             |  |
|  | España           | 0 (3)            |            |                |             |             |  |              |             |             |  |
|  |                  |                  |            |                |             |             |  |              |             |             |  |

### Cuartos de final
| 29 de julio de 2017, 18:00 | Países Bajos              | 2:0 (1:0) | Suecia | Stadion De Vijverberg, Doetinchem                          |                                                            |
|                            | Martens 33' · Miedema 64' | Reporte   |        | Asistencia: 11 106 espectadores Árbitra: Bibiana Steinhaus | Asistencia: 11 106 espectadores Árbitra: Bibiana Steinhaus |

| 30 de julio de 2017, 12:00 | Alemania      | 1:2 (1:0) | Dinamarca                  | Sparta Stadion Het Kasteel, Róterdam                   |                                                        |
| | Kerschowki 3' | Reporte   | Nadim 49' · T. Nielsen 83' | Asistencia: 5251 espectadores Árbitra: Katalin Kulcsár | Asistencia: 5251 espectadores Árbitra: Katalin Kulcsár |
| El partido estaba programado para ser jugado el 29 de julio de 2017 a las 20:45 pero fue aplazado debido a las condiciones climatológicas porque el campo estaba encharcado por la lluvia. |               |           |                            |                                                        |                                                        |

| 30 de julio de 2017, 18:00 | Austria                                              | 0:0 (t. s.)(5:3 p.)        | España                                   | Willem II Stadion, Tilburgo                               |                                                           |
|                            |                                                      | Reporte                    |                                          | Asistencia: 3488 espectadores Árbitra: Stéphanie Frappart | Asistencia: 3488 espectadores Árbitra: Stéphanie Frappart |
|                            |                                                      | Tiros desde el punto penal |                                          |                                                           |                                                           |
|                            | Feiersinger · Burger · Aschauer · Pinther · Puntigam |                            | García · Sampedro · Meseguer · Corredera |                                                           |                                                           |

| 30 de julio de 2017, 20:45 | Inglaterra | 1:0 (0:0) | Francia | De Adelaarshorst, Deventer                            |                                                       |
|                            | Taylor 60' | Reporte   |         | Asistencia: 6283 espectadores Árbitra: Esther Staubli | Asistencia: 6283 espectadores Árbitra: Esther Staubli |

### Semifinales
| 3 de agosto de 2017, 18:00 | Dinamarca                              | 0:0 (t. s.)(3:0 p.)        | Austria                          | Estadio Rat Verlegh, Breda                               |                                                          |
|                            |                                        | Reporte                    |                                  | Asistencia: 11 312 espectadores Árbitra: Kateryna Monzul | Asistencia: 11 312 espectadores Árbitra: Kateryna Monzul |
|                            |                                        | Tiros desde el punto penal |                                  |                                                          |                                                          |
|                            | Nadim · Harder · Junge · Boye Sørensen |                            | Feiersinger · Pinther · Aschauer |                                                          |                                                          |

| 3 de agosto de 2017, 20:45 | Países Bajos                                        | 3:0 (1:0) | Inglaterra | De Grolsch Veste, Enschede                                  |                                                             |
|                            | Miedema 22' · Van de Donk 62' · Bright 90+3' (a.g.) | Reporte   |            | Asistencia: 27 093 espectadores Árbitra: Stéphanie Frappart | Asistencia: 27 093 espectadores Árbitra: Stéphanie Frappart |

### Final
| 6 de agosto de 2017, 17:00 | Países Bajos                               | 4:2 (2:2) | Dinamarca             | De Grolsch Veste, Enschede                              |                                                         |
|                            | Miedema 10' 89' · Martens 28' · Spitse 51' | Reporte   | Nadim 6' · Harder 33' | Asistencia: 28 182 espectadores Árbitra: Esther Staubli | Asistencia: 28 182 espectadores Árbitra: Esther Staubli |

|                                  |
| Bandera de los Países Bajos      |
| Campeón Países Bajos 1.er título |

## Estadísticas
| Jodie Taylor                              | Inglaterra   | 5 | 328' |
| Vivianne Miedema                          | Países Bajos | 4 | 536' |
| Lieke Martens                             | Países Bajos | 3 | 525' |
| Sherida Spitse                            | Países Bajos | 3 | 540' |
| Daniela Sabatino                          | Italia       | 2 | 83'  |
| Ilaria Mauro                              | Italia       | 2 | 135' |
| Toni Duggan                               | Inglaterra   | 2 | 146' |
| Carolina Mendes                           | Portugal     | 2 | 165' |
| Stina Blackstenius                        | Suecia       | 2 | 287' |
| Babett Peter                              | Alemania     | 2 | 360' |
| Última actualización: 6 de agosto de 2017 |              |   |      |

| Lista completa | Lista completa | Lista completa | Lista completa  | Lista completa |
| --- | -------------- | -------------- | --------------- | -------------- |
| \| Jugadora \| Selección \| Goles \| Minutos jugados \| \| ---------------------- \| ------------ \| ----- \| --------------- \| \| Lotta Schelin \| Suecia \| 2 \| 360' \| \| Nina Burger \| Austria \| 2 \| 495' \| \| Nadia Nadim \| Dinamarca \| 2 \| 542' \| \| Stefanie Enzinger \| Austria \| 1 \| 4' \| \| Cristiana Girelli \| Italia \| 1 \| 85' \| \| Ana Leite \| Portugal \| 1 \| 105' \| \| Nikita Parris \| Inglaterra \| 1 \| 115' \| \| Josephine Henning \| Alemania \| 1 \| 135' \| \| Erin Cuthbert \| Escocia \| 1 \| 153' \| \| Isabel Kerschowski \| Alemania \| 1 \| 180' \| \| Lisa Makas \| Austria \| 1 \| 206' \| \| Elke Van Gorp \| Bélgica \| 1 \| 207' \| \| Yelena Danílova \| Rusia \| 1 \| 236' \| \| Fanndís Friðriksdóttir \| Islandia \| 1 \| 262' \| \| Camille Abily \| Francia \| 1 \| 267' \| \| Ramona Bachmann \| Suiza \| 1 \| 270' \| \| Tessa Wullaert \| Bélgica \| 1 \| 270' \| \| Caroline Weir \| Escocia \| 1 \| 270' \| \| Elena Morozova \| Rusia \| 1 \| 270' \| \| Lara Dickenmann \| Suiza \| 1 \| 270' \| \| Janice Cayman \| Bélgica \| 1 \| 270' \| \| Ana-Maria Crnogorčević \| Suiza \| 1 \| 270' \| \| Fran Kirby \| Inglaterra \| 1 \| 314' \| \| Vicky Losada \| España \| 1 \| 321' \| \| Ellen White \| Inglaterra \| 1 \| 333' \| \| Amandine Henry \| Francia \| 1 \| 360' \| \| Eugénie Le Sommer \| Francia \| 1 \| 360' \| \| Dzsenifer Marozsán \| Alemania \| 1 \| 360' \| \| Amanda Sampedro \| España \| 1 \| 389' \| \| Jordan Nobbs \| Inglaterra \| 1 \| 390' \| \| Sarah Zadrazil \| Austria \| 1 \| 392' \| \| Shanice van de Sanden \| Países Bajos \| 1 \| 510' \| \| Daniëlle van de Donk \| Países Bajos \| 1 \| 525' \| \| Katrine Veje \| Dinamarca \| 1 \| 550' \| \| Pernille Harder \| Dinamarca \| 1 \| 570' \| \| Theresa Nielsen \| Dinamarca \| 1 \| 570' \| \| Sanne Troelsgaard \| Dinamarca \| 1 \| 570' \| |                |                |                 |                |
| Jugadora | Selección      | Goles          | Minutos jugados |                |
| Lotta Schelin | Suecia         | 2              | 360'            |                |
| Nina Burger | Austria        | 2              | 495'            |                |
| Nadia Nadim | Dinamarca      | 2              | 542'            |                |
| Stefanie Enzinger | Austria        | 1              | 4'              |                |
| Cristiana Girelli | Italia         | 1              | 85'             |                |
| Ana Leite | Portugal       | 1              | 105'            |                |
| Nikita Parris | Inglaterra     | 1              | 115'            |                |
| Josephine Henning | Alemania       | 1              | 135'            |                |
| Erin Cuthbert | Escocia        | 1              | 153'            |                |
| Isabel Kerschowski | Alemania       | 1              | 180'            |                |
| Lisa Makas | Austria        | 1              | 206'            |                |
| Elke Van Gorp | Bélgica        | 1              | 207'            |                |
| Yelena Danílova | Rusia          | 1              | 236'            |                |
| Fanndís Friðriksdóttir | Islandia       | 1              | 262'            |                |
| Camille Abily | Francia        | 1              | 267'            |                |
| Ramona Bachmann | Suiza          | 1              | 270'            |                |
| Tessa Wullaert | Bélgica        | 1              | 270'            |                |
| Caroline Weir | Escocia        | 1              | 270'            |                |
| Elena Morozova | Rusia          | 1              | 270'            |                |
| Lara Dickenmann | Suiza          | 1              | 270'            |                |
| Janice Cayman | Bélgica        | 1              | 270'            |                |
| Ana-Maria Crnogorčević | Suiza          | 1              | 270'            |                |
| Fran Kirby | Inglaterra     | 1              | 314'            |                |
| Vicky Losada | España         | 1              | 321'            |                |
| Ellen White | Inglaterra     | 1              | 333'            |                |
| Amandine Henry | Francia        | 1              | 360'            |                |
| Eugénie Le Sommer | Francia        | 1              | 360'            |                |
| Dzsenifer Marozsán | Alemania       | 1              | 360'            |                |
| Amanda Sampedro | España         | 1              | 389'            |                |
| Jordan Nobbs | Inglaterra     | 1              | 390'            |                |
| Sarah Zadrazil | Austria        | 1              | 392'            |                |
| Shanice van de Sanden | Países Bajos   | 1              | 510'            |                |
| Daniëlle van de Donk | Países Bajos   | 1              | 525'            |                |
| Katrine Veje | Dinamarca      | 1              | 550'            |                |
| Pernille Harder | Dinamarca      | 1              | 570'            |                |
| Theresa Nielsen | Dinamarca      | 1              | 570'            |                |
| Sanne Troelsgaard | Dinamarca      | 1              | 570'            |                |

| Jugadora               | Selección    | Goles | Minutos jugados |
| ---------------------- | ------------ | ----- | --------------- |
| Lotta Schelin          | Suecia       | 2     | 360'            |
| Nina Burger            | Austria      | 2     | 495'            |
| Nadia Nadim            | Dinamarca    | 2     | 542'            |
| Stefanie Enzinger      | Austria      | 1     | 4'              |
| Cristiana Girelli      | Italia       | 1     | 85'             |
| Ana Leite              | Portugal     | 1     | 105'            |
| Nikita Parris          | Inglaterra   | 1     | 115'            |
| Josephine Henning      | Alemania     | 1     | 135'            |
| Erin Cuthbert          | Escocia      | 1     | 153'            |
| Isabel Kerschowski     | Alemania     | 1     | 180'            |
| Lisa Makas             | Austria      | 1     | 206'            |
| Elke Van Gorp          | Bélgica      | 1     | 207'            |
| Yelena Danílova        | Rusia        | 1     | 236'            |
| Fanndís Friðriksdóttir | Islandia     | 1     | 262'            |
| Camille Abily          | Francia      | 1     | 267'            |
| Ramona Bachmann        | Suiza        | 1     | 270'            |
| Tessa Wullaert         | Bélgica      | 1     | 270'            |
| Caroline Weir          | Escocia      | 1     | 270'            |
| Elena Morozova         | Rusia        | 1     | 270'            |
| Lara Dickenmann        | Suiza        | 1     | 270'            |
| Janice Cayman          | Bélgica      | 1     | 270'            |
| Ana-Maria Crnogorčević | Suiza        | 1     | 270'            |
| Fran Kirby             | Inglaterra   | 1     | 314'            |
| Vicky Losada           | España       | 1     | 321'            |
| Ellen White            | Inglaterra   | 1     | 333'            |
| Amandine Henry         | Francia      | 1     | 360'            |
| Eugénie Le Sommer      | Francia      | 1     | 360'            |
| Dzsenifer Marozsán     | Alemania     | 1     | 360'            |
| Amanda Sampedro        | España       | 1     | 389'            |
| Jordan Nobbs           | Inglaterra   | 1     | 390'            |
| Sarah Zadrazil         | Austria      | 1     | 392'            |
| Shanice van de Sanden  | Países Bajos | 1     | 510'            |
| Daniëlle van de Donk   | Países Bajos | 1     | 525'            |
| Katrine Veje           | Dinamarca    | 1     | 550'            |
| Pernille Harder        | Dinamarca    | 1     | 570'            |
| Theresa Nielsen        | Dinamarca    | 1     | 570'            |
| Sanne Troelsgaard      | Dinamarca    | 1     | 570'            |

| Barbara Bonansea                          | Italia       | 2 | 199' |
| Ekaterina Sochneva                        | Rusia        | 2 | 261' |
| Ellen White                               | Inglaterra   | 2 | 333' |
| Lucy Bronze                               | Inglaterra   | 2 | 360' |
| Sarah Zadrazil                            | Austria      | 2 | 392' |
| Shanice van de Sanden                     | Países Bajos | 2 | 510' |
| Lieke Martens                             | Países Bajos | 2 | 525' |
| Jackie Groenen                            | Países Bajos | 2 | 530' |
| Pernille Harder                           | Dinamarca    | 2 | 570' |
| Cristiana Girelli                         | Italia       | 1 | 85'  |
| Última actualización: 6 de agosto de 2017 |              |   |      |

| Lista completa | Lista completa | Lista completa | Lista completa  | Lista completa |
| --- | -------------- | -------------- | --------------- | -------------- |
| \| Jugadora \| Selección \| Asistencias \| Minutos jugados \| \| -------------------- \| ------------ \| ----------- \| --------------- \| \| Amanda Da Costa \| Portugal \| 1 \| 87' \| \| Isobel Christiansen \| Inglaterra \| 1 \| 111' \| \| Linda Tucceri Cimini \| Italia \| 1 \| 140' \| \| Élise Bussaglia \| Francia \| 1 \| 142' \| \| Laura Deloose \| Bélgica \| 1 \| 180' \| \| Magdalena Ericsson \| Suecia \| 1 \| 183' \| \| Martina Moser \| Suiza \| 1 \| 212' \| \| Frederikke Thøgersen \| Dinamarca \| 1 \| 218' \| \| Fridolina Rolfö \| Suecia \| 1 \| 219' \| \| Mariona Caldentey \| España \| 1 \| 225' \| \| Maja Kildemoes \| Dinamarca \| 1 \| 235' \| \| Diana Silva \| Portugal \| 1 \| 262' \| \| Nadine Prohaska \| Austria \| 1 \| 265' \| \| Ramona Bachmann \| Suiza \| 1 \| 270' \| \| Tessa Wullaert \| Bélgica \| 1 \| 270' \| \| Caroline Weir \| Escocia \| 1 \| 270' \| \| Dagný Brynjarsdóttir \| Islandia \| 1 \| 270' \| \| Jill Scott \| Inglaterra \| 1 \| 270' \| \| Andrea Pereira \| España \| 1 \| 270' \| \| Noëlle Maritz \| Suiza \| 1 \| 270' \| \| Steph Houghton \| Inglaterra \| 1 \| 360' \| \| Jordan Nobbs \| Inglaterra \| 1 \| 390' \| \| Desiree van Lunteren \| Países Bajos \| 1 \| 417' \| \| Stine Larsen \| Dinamarca \| 1 \| 471' \| \| Sherida Spitse \| Países Bajos \| 1 \| 540' \| |                |                |                 |                |
| Jugadora | Selección      | Asistencias    | Minutos jugados |                |
| Amanda Da Costa | Portugal       | 1              | 87'             |                |
| Isobel Christiansen | Inglaterra     | 1              | 111'            |                |
| Linda Tucceri Cimini | Italia         | 1              | 140'            |                |
| Élise Bussaglia | Francia        | 1              | 142'            |                |
| Laura Deloose | Bélgica        | 1              | 180'            |                |
| Magdalena Ericsson | Suecia         | 1              | 183'            |                |
| Martina Moser | Suiza          | 1              | 212'            |                |
| Frederikke Thøgersen | Dinamarca      | 1              | 218'            |                |
| Fridolina Rolfö | Suecia         | 1              | 219'            |                |
| Mariona Caldentey | España         | 1              | 225'            |                |
| Maja Kildemoes | Dinamarca      | 1              | 235'            |                |
| Diana Silva | Portugal       | 1              | 262'            |                |
| Nadine Prohaska | Austria        | 1              | 265'            |                |
| Ramona Bachmann | Suiza          | 1              | 270'            |                |
| Tessa Wullaert | Bélgica        | 1              | 270'            |                |
| Caroline Weir | Escocia        | 1              | 270'            |                |
| Dagný Brynjarsdóttir | Islandia       | 1              | 270'            |                |
| Jill Scott | Inglaterra     | 1              | 270'            |                |
| Andrea Pereira | España         | 1              | 270'            |                |
| Noëlle Maritz | Suiza          | 1              | 270'            |                |
| Steph Houghton | Inglaterra     | 1              | 360'            |                |
| Jordan Nobbs | Inglaterra     | 1              | 390'            |                |
| Desiree van Lunteren | Países Bajos   | 1              | 417'            |                |
| Stine Larsen | Dinamarca      | 1              | 471'            |                |
| Sherida Spitse | Países Bajos   | 1              | 540'            |                |

| Jugadora             | Selección    | Asistencias | Minutos jugados |
| -------------------- | ------------ | ----------- | --------------- |
| Amanda Da Costa      | Portugal     | 1           | 87'             |
| Isobel Christiansen  | Inglaterra   | 1           | 111'            |
| Linda Tucceri Cimini | Italia       | 1           | 140'            |
| Élise Bussaglia      | Francia      | 1           | 142'            |
| Laura Deloose        | Bélgica      | 1           | 180'            |
| Magdalena Ericsson   | Suecia       | 1           | 183'            |
| Martina Moser        | Suiza        | 1           | 212'            |
| Frederikke Thøgersen | Dinamarca    | 1           | 218'            |
| Fridolina Rolfö      | Suecia       | 1           | 219'            |
| Mariona Caldentey    | España       | 1           | 225'            |
| Maja Kildemoes       | Dinamarca    | 1           | 235'            |
| Diana Silva          | Portugal     | 1           | 262'            |
| Nadine Prohaska      | Austria      | 1           | 265'            |
| Ramona Bachmann      | Suiza        | 1           | 270'            |
| Tessa Wullaert       | Bélgica      | 1           | 270'            |
| Caroline Weir        | Escocia      | 1           | 270'            |
| Dagný Brynjarsdóttir | Islandia     | 1           | 270'            |
| Jill Scott           | Inglaterra   | 1           | 270'            |
| Andrea Pereira       | España       | 1           | 270'            |
| Noëlle Maritz        | Suiza        | 1           | 270'            |
| Steph Houghton       | Inglaterra   | 1           | 360'            |
| Jordan Nobbs         | Inglaterra   | 1           | 390'            |
| Desiree van Lunteren | Países Bajos | 1           | 417'            |
| Stine Larsen         | Dinamarca    | 1           | 471'            |
| Sherida Spitse       | Países Bajos | 1           | 540'            |

### Tabla general

Mapa según los resultados del torneo.
Campeón
Subcampeón
Semifinalista
Cuartos de final
Fase de grupos
Fase de clasificación
No participó

La tabla de rendimiento no refleja la clasificación final de los equipos, sino que muestra el rendimiento de los mismos dependiendo de la ronda final alcanzada. Si en la segunda fase algún partido se define mediante tiros de penal, el resultado final del juego se considera empate.
| Selección | Selección    | Pts. | PJ | PG | PE | PP | GF | GC | Dif. | Rend.   |
| --------- | ------------ | ---- | -- | -- | -- | -- | -- | -- | ---- | ------- |
| 1         | Países Bajos | 18   | 6  | 6  | 0  | 0  | 13 | 3  | +10  | 100 %   |
| 2         | Dinamarca    | 10   | 6  | 3  | 1  | 2  | 6  | 6  | 0    | 55,56 % |
| 3         | Inglaterra   | 12   | 5  | 4  | 0  | 1  | 11 | 4  | +7   | 80 %    |
| 4         | Austria      | 9    | 5  | 2  | 3  | 0  | 5  | 1  | +4   | 60 %    |
| 5         | Alemania     | 7    | 4  | 2  | 1  | 1  | 5  | 3  | +2   | 58,33 % |
| 6         | Francia      | 5    | 4  | 1  | 2  | 1  | 3  | 3  | 0    | 41,67 % |
| 7         | Suecia       | 4    | 4  | 1  | 1  | 2  | 4  | 5  | −1   | 33,33 % |
| 8         | España       | 4    | 4  | 1  | 1  | 2  | 2  | 3  | −1   | 33,33 % |
| 9         | Suiza        | 4    | 3  | 1  | 1  | 1  | 3  | 3  | 0    | 44,44 % |
| 10        | Bélgica      | 3    | 3  | 1  | 0  | 2  | 3  | 3  | 0    | 33,33 % |
| 11        | Italia       | 3    | 3  | 1  | 0  | 2  | 5  | 6  | −1   | 33,33 % |
| 12        | Portugal     | 3    | 3  | 1  | 0  | 2  | 3  | 5  | −2   | 33,33 % |
| 13        | Rusia        | 3    | 3  | 1  | 0  | 2  | 2  | 5  | −3   | 33,33 % |
| 14        | Escocia      | 3    | 3  | 1  | 0  | 2  | 2  | 8  | −6   | 33,33 % |
| 15        | Noruega      | 0    | 3  | 0  | 0  | 3  | 0  | 4  | −4   | 0 %     |
| 16        | Islandia     | 0    | 3  | 0  | 0  | 3  | 1  | 6  | −5   | 0 %     |

## Premios y reconocimientos

### Jugadora del partido
| Fase de grupos - Fecha 1 | Fase de grupos - Fecha 1 | Fase de grupos - Fecha 2 | Fase de grupos - Fecha 2 | Fase de grupos - Fecha 3 | Fase de grupos - Fecha 3 | Fase de eliminación  | Fase de eliminación |
| Jugadora                 | Partido                  | Jugadora                 | Partido                  | Jugadora                 | Partido                  | Jugadora             | Partido             |
| ------------------------ | ------------------------ | ------------------------ | ------------------------ | ------------------------ | ------------------------ | -------------------- | ------------------- |
| Lieke Martens            | 1:0                      | Tessa Wullaert           | 0:2                      | Lieke Martens            | 1:2                      | Jackie Groenen       | 2:0                 |
| Sanne Troelsgaard        | 1:0                      | Sari van Veenendaal      | 1:0                      | Pernille Harder          | 0:1                      | Theresa Nielsen      | 1:2                 |
| Elena Morozova           | 1:2                      | Lotta Schelin            | 2:0                      | Babett Peter             | 0:2                      | Laura Feiersinger    | 0:0 (5:3)           |
| Dzsenifer Marozsán       | 0:0                      | Linda Dallmann           | 2:1                      | Daniela Stracchi         | 2:3                      | Amandine Henry       | 1:0                 |
| Sarah Puntigam           | 1:0                      | Ramona Bachmann          | 1:2                      | Ramona Bachmann          | 1:1                      | Stina Lykke Petersen | 0:0 (3:0)           |
| Wendie Renard            | 1:0                      | Nicole Billa             | 1:1                      | Nina Burger              | 0:3                      | Daniëlle van de Donk | 3:0                 |
| Amanda Sampedro          | 2:0                      | Dolores Silva            | 1:2                      | Toni Duggan              | 1:2                      | Sherida Spitse       | 4:2                 |
| Jodie Taylor             | 6:0                      | Lucy Bronze              | 2:0                      | Caroline Weir            | 1:0                      |                      |                     |

### Mejor jugadora del torneo
Al terminar la final se entregó el premio a la mejor jugadora del torneo elegida por los observadores técnicos de la UEFA.
| Jugadora      | Selección    |
| ------------- | ------------ |
| Lieke Martens | Países Bajos |

La jugadora neerlandesa marcó 3 goles y dio 2 asistencias durante el torneo, además fue nombrada mejor jugadora del partido en los encuentros ante Noruega y Bélgica.

### Goleadora del torneo
El premio a la jugadora con más goles anotados en el torneo fue patrocinado por Adidas y se entregó bajo la denominación de Bota de Oro Adidas, además se entregaron otros dos premios a la segunda y tercera máxima goleadora bajo las denominaciones de Bota de Plata Adidas y Bota de Bronce Adidas respectivamente.
Si dos o más jugadoras quedan empatadas en número de goles anotados se aplican, en ese orden, los siguientes criterios:
1. Mayor número de asistencias.
2. Menor número de minutos jugados.

| Premio         |                | Jugadora         | Selección    | Goles | Asistencias | Minutos jugados |
| -------------- | -------------- | ---------------- | ------------ | ----- | ----------- | --------------- |
| Bota de Oro    | Bota de Oro    | Jodie Taylor     | Inglaterra   | 5     | 0           | 328'            |
| Bota de Plata  |                | Vivianne Miedema | Países Bajos | 4     | 0           | 536'            |
| Bota de Bronce | Bota de Bronce | Lieke Martens    | Países Bajos | 3     | 2           | 525'            |

### Equipo del torneo
El 7 de agosto de 2017 fue anunciado el mejor once del torneo elegido por los observadores técnicos de la UEFA. A diferencia de en la edición anterior, en esta se eligió un once titular de jugadoras en lugar de un equipo de 23. El once está formado por 5 jugadoras neerlandesas, 3 jugadoras inglesas, 2 jugadoras danesas y 1 jugadora austriaca.
| Pos. | Jugadora            | Selección    | PJ | Minutos Jugados | Goles | Asistencias | Tarjetas amarillas | Tarjetas rojas |
| ---- | ------------------- | ------------ | -- | --------------- | ----- | ----------- | ------------------ | -------------- |
| POR  | Sari van Veenendaal | Países Bajos | 6  | 540'            | 0     | 0           | 0                  | 0              |
| DEF  | Lucy Bronze         | Inglaterra   | 4  | 360'            | 0     | 2           | 0                  | 0              |
| DEF  | Anouk Dekker        | Países Bajos | 6  | 540'            | 0     | 0           | 2                  | 0              |
| DEF  | Steph Houghton      | Inglaterra   | 4  | 360'            | 0     | 1           | 1                  | 0              |
| DEF  | Verena Aschauer     | Austria      | 5  | 510'            | 0     | 0           | 1                  | 0              |
| MED  | Theresa Nielsen     | Dinamarca    | 6  | 570'            | 1     | 0           | 1                  | 0              |
| MED  | Jackie Groenen      | Países Bajos | 6  | 530'            | 0     | 2           | 2                  | 0              |
| MED  | Sherida Spitse      | Países Bajos | 6  | 540'            | 3     | 1           | 0                  | 0              |
| MED  | Lieke Martens       | Países Bajos | 6  | 525'            | 3     | 2           | 0                  | 0              |
| DEL  | Pernille Harder     | Dinamarca    | 6  | 570'            | 1     | 2           | 1                  | 0              |
| DEL  | Jodie Taylor        | Inglaterra   | 4  | 328'            | 5     | 0           | 1                  | 0              |

## Transmisiones
Los partidos fueron transmitidos en UEFA.com y UEFA.tv (YouTube) en territorios donde no se haya nombrado ningún socio.
- Andorra – France Télévisions[23]
- Austria – ORF[23]
- Bélgica – RTBF / VRT[23]
- Brasil – Globosat[23]
- Chile – Telecanal[23]
- Dinamarca – DR / TV 2[23]
- Ecuador – RedTeleSistema[23]
- Finlandia – Yle[23]
- Francia – France Télévisions[23]
- Alemania – ARD / ZDF[23]
- Hong Kong – iCable[23]
- Islandia – RÚV[23]
- Indonesia – MNC / RCTI[23]
- Italia – Nuvola61 / RAI[23]
- Malasia – Astro[23]
- Mónaco – France Télévisions[23]
- Países Bajos – NOS[23]
- Noruega – NRK / TV 2[23]
- Portugal – RTP[23]
- Rusia – Match TV[23]
- España – TVE[23]
- Suecia – TV4 / SVT[23]
- Suiza – SSR / SRG[23]
- Reino Unido – Channel 4[24]
- Estados Unidos – ESPN / Univision[23]
- Caribe – ESPN[23]
- Medio Oriente / África del Norte – Eurosport / beIN Sports[23]
- África subsahariana  – Econet (Kwesé Sports)[23]
- Europa – Eurosport[23]